# Brüxken
Brüxken ist ein Ortsteil der Stadt Straelen im Kreis Kleve im Nordwesten des Bundeslandes Nordrhein-Westfalen. Der Weiler liegt direkt an der niederländischen Grenze zur Stadt Venlo und 2,5 Kilometer entfernt von Herongen, während Straelen 6,7 Kilometer vom Ort entfernt ist. Der Straelener Ortsteil Rieth liegt gleich südlich des Weilers, Dam nördlich.